# Sébastien Pocognoli
Sébastien Pocognoli (født 1. august 1987 i Liège, Belgien) er en belgisk fodboldspiller, der spiller som venstre back eller alternativt kant i Jupiler Pro League-klubben  Standard Liège. Han har spillet for klubben siden 2017. Han har tidligere repræsenteret KRC Genk og Standard Liège i Belgien, hollandske AZ, tyske Hannover 96 samt West Bromwich og Brighton i England.
Med AZ vandt Pocognoli det hollandske mesterskab og landets Super Cup i 2009.

## Landshold
Pocognoli har (pr. marts 2018) spillet 13 kampe for det belgiske landshold, som han debuterede for den 30. maj 2008 i en venskabskamp mod Italien. Som spiller på landets U-21 landshold deltog han desuden ved OL i 2008 i Beijing.

## Titler
Æresdivisionen
- 2009 med AZ

Hollandsk Super Cup
- 2009 med AZ